# نافع أبو غالب الباهلي
نافع أبو غالب الباهلي الخياط البصري، تابعي، وراوي حديث نبوي من أهل البصرة.

## روايته للحديث النبوي
- روى عن: أنس بن مالك، والعلاء بن زياد البصري.
- روى عنه: سلام بْن أَبي الصهباء، وعبد الرحمن بْن أَبي الصهباء، وعبد الوارث بن سعيد، وهمام بن يحيى.[1]
- الجرح والتعديل: قال يحيى بن معين: صالح، وأبو حاتم الرازي: شيخ، ذكره ابن حبان في كتاب الثقات، وقال: «روى عنه البَصْرِيّون، لا يعجبني الاحتجاج بخبره إِذَا انفرد، وليس هو بأبي غالب صاحب أبي أمامة»، روى له أبو داود، والترمذي، وابن ماجة.[1]